# Poa nubigena
Poa nubigena là một loài thực vật có hoa trong họ Hòa thảo. Loài này được Keng f. ex L.Liu mô tả khoa học đầu tiên năm 2002.